# Municipio Piar (Monagas)
Piar es uno de los 13 municipios que conforman el estado Monagas. Su capital es la población de Aragua de Maturín. Tiene una superficie de 1001 km² y, según estimaciones del INE, su población para 2010 será de 53 348 habitantes. El municipio está integrado por siete parroquias: Aparicio, Aragua, Chaguaramal, El Pinto, Guanaguana, La Toscana y Taguaya.

## Historia
Para noviembre de 2016, el alcalde Miguel Fuentes Gil, inaugura la primera Textilera Socialista “La Patria Grande” en el municipio, ubicada en Guanaguana.
Para mayo de 2019, se declaró patrimonio cultural a Edelmira Gil de Fuentes en presencia de la gobernadora del estado Monagas, Yelitza Santaella. Para el 10 de diciembre de 2017, se realizaron elecciones municipales resultando nuevamente electo Miguel Fuentes, para el periodo 2017-2021. Municipio Piar es uno de los 13 municipios que conforman el Estado Monagas, su capital es la población de Aragua de Maturín, El Municipio Piar fue fundado en 1806 por el capitán Don Salvador Romero. Está integrado por siete parroquias: Aparicio, Aragua, Chaguaramal, El Pinto, Guanaguana, La Toscana y Taguaya.
Ocurrió una explosión de bombonas de gas doméstico en Caño Los Becerros el 28 de diciembre de 2020, donde fallecieron dos niños.
Después de realizarse elecciones primarias por el PSUV, fue anunciado a Mariángelys Tillero como candidata a la alcaldía del municipio Piar para noviembre de 2021. Donde fue electa como alcaldesa a Mariangelys Tillero con un 47,93%. En julio de 2025, Mariangelys es reelecta como alcalde.

## Geografía
El municipio Piar está ubicado al noroeste del estado Monagas. Está localizado en el pie de monte de Monagas. Posee una vegetación de bosque seco tropical, con temperaturas promedio anuales de 23,7 °C y precipitaciones de 1.005 mm (promedio anual). El principal curso de agua es el río Aragua.

### Límites
Según la Gaceta Oficial del estado Monagas, en la Reforma Parcial de la Ley de División Político-Territorial, con fecha 29 de julio de 1998, los límites del municipio Piar se describen de la siguiente manera:
Por el norte, el límite parte desde el nacimiento de la quebrada La Alcantarilla, en la Cuchilla de Guanaguana, y sigue por la fila montañosa hasta alcanzar el Alto Las Dos Sabanas. Desde allí continúa por la montaña de Río Chiquito hasta el cerro El Barrial, y prosigue por La Cimarronera, en la fila de la montaña de Santa María, hasta llegar al cerro Macanillar.
Por el este, desde el cerro Macanillar el límite sigue por la fila del cerro El Cantón, pasando por el sitio conocido como La Mata de Mango, ubicado entre Buena Vista y La Bruja, hasta la desembocadura de la quebrada El Caney en el río Punceres. Desde allí continúa aguas abajo por el río Punceres hasta su confluencia con la quebrada Arenas, la cual sigue aguas arriba hasta su nacimiento en la meseta de Orocual. Desde ese punto, el límite se traza en línea recta hasta el sector conocido como El Nevero, en la quebrada Barrancas.
Por el sur, el límite sigue por la quebrada Barrancas desde El Nevero aguas arriba hasta su confluencia con la quebrada Curujural, y por esta última aguas arriba hasta su nacimiento, donde se encuentra con la quebrada Jusepín.
Por el oeste, el municipio limita con el municipio Cedeño, siguiendo su límite oriental desde el punto anteriormente descrito hasta el cerro Los Yaques. Desde allí, continúa por el límite oriental del municipio Acosta, hasta llegar nuevamente al nacimiento de la quebrada La Alcantarilla, punto de partida del circuito.

### Localidades[n 1]
- Aragua de Maturín, capital del municipio.
- El Caituco[11]
- Chaguaramal.
- Manresa.
- Taguaya.
- Guayuta.
- Los pozos de Aragua de Maturín.
- San Miguel de Guanaguana o simplemente Guanaguana.
- Buena Vista de Aparicio.[12]

## Población y ordenamiento

### Demografía
Según el Instituto Nacional de Estadísticas de Venezuela, en el censo nacional de población realizado en 2011, el municipio Piar presenta una población de 46 610 personas.

### Organización parroquial
- Parroquia Piar o Aragua de Maturín.
- Parroquia Aparicio.
- Parroquia Chaguaramal.
  - Que, para junio de 2025, fue afectada por vientos huracanados.[13]
- Parroquia El Pinto.
- Parroquia Guanaguana.
  - En febrero de 2024, se incorporó agua potable a la comunidad Manapire.[14]
- Parroquia La Toscana.
- Parroquia Taguaya.
  - Cuenta con los sectores La Soledad, Guayuta, Banco de Acosta y Taguaya.[15]

## Infraestructura

### Salud
Cuenta con un hospital "Dra. Elvira Bueno Mesa" en la ciudad de Aragua de Maturín, cuenta con sala de emergencia, quirófano y sala de recuperación. El hospital lleva el nombre por la cubana Elvira Bueno Mesa. Las localidades más pequeñas del municipio poseen diversos consultorios populares tipo III, varias ambulancias situadas en poblados aislados de la capital del municipio.

### Servicios públicos
El servicio de agua es supervisado por la gobernación del Estado Monagas y la municipalidad. Cuenta con la planta potabilizadora Aragua de Maturín, en la localidad de Aparicio. Dicha planta suministra agua al 84% de la población de Aragua de Maturín, incluso a los poblados de Crucero de Aparicio y Buena Vista.  En noviembre de 2022, la alcaldesa Mariángelys Tillero reportó que tienen un total de 48 pozos profundos en el municipio.En el sector de Los Pozos de Aragua cuenta con torre de agua y una laguna con una longitud de 60 metros de ancho por 40 de largo para la distribución.

## Economía
La agricultura es la base de la economía de Piar; entre los principales cultivos se encuentran el algodón, caña de azúcar, cítricos, hortalizas y maíz, entre otros.

### Turismo
El municipio cuenta con diversos balnearios para la recreación y disfrute de los diferentes ríos que se encuentran en municipio, estos son Salto Aparicio, Salto Los Mangos, El Conoto, La Encejada, Puño de Oroy Salto Sanvelegomon. También cuenta con el Museo Municipal de Historia Natural Alexander Von Humboldt, el templo de Guanaguana y las ruinas del convento San Miguel Arcángel.

## Cultura

### Festivales
- Carnavales "La Maya",[24] se realiza entre febrero o marzo en la localidad de Aragua de Maturín.[25]
- Festival de Copleros “El Maguey de Oro”.[26]

### Gastronomía

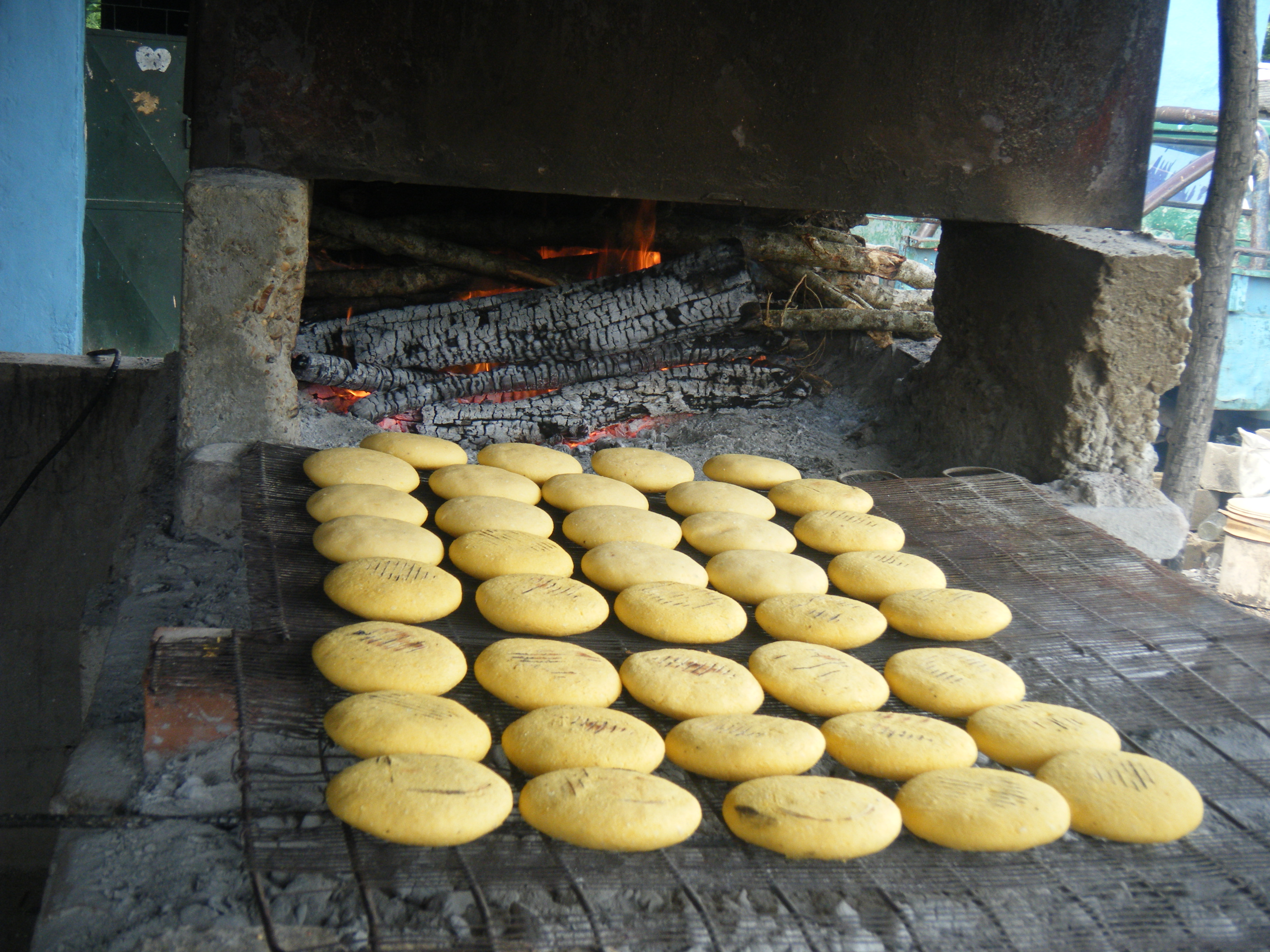
Arepa de maíz en Aragua de Maturín, municipio Piar.

En las carreteras del municipio piar y principalmente en Aragua de Maturín es común encontrar Arepa de maíz pilado. Por su parte, en la localidad de Guanaguana, se puede encontrar melcocha, dulce tipo caramelo a base de papelón, y torrejas, disco muy fino de masa de trigo frito, espolvoreada con azúcar.

### Pintura
La Gruta de los Morrocoyes o gruta de corral viejo, es un lugar con una serie de pictografías o petroglifos. Investigaciones de la Dirección Nacional de Patrimonio Cultural y el Instituto del Patrimonio Cultural, han comentado que posiblemente fueran creados por los indios Chaimas que alguna vez, tenían asentamientos cerca de estas tierras. A partir del siglo XX, han sufrido de vandalismo y se encuentra descuidado por los entes gubernamentales y muy probable en los próximos años se pueda perder, afirma el Instituto Patrimonial de Cultura.

## Sitios de interés
Gruta de los Morrocoyes o gruta de corral viejo, es un lugar con una serie de pictografías o petroglifos. Investigaciones de la Dirección Nacional de Patrimonio Cultural y el Instituto del Patrimonio Cultural, han comentado que posiblemente fueran creados por los indios Chaimas que alguna vez, tenían asentamientos cerca de estas tierras. En la actualidad, han sufrido de vandalismo y se encuentra descuidado por los entes gubernamentales y muy probable en los próximos años se pueda perder, afirma el Instituto Patrimonial de Cultura. 
Teatro del municipio Piar o teatro municipal Rafael Epimérides Mérida, cuenta con capacidad para 600 personas.

## Deportes
El municipio cuenta con el estadio José Ángel Granado, utilizado para la práctica de beisbol.

## Política y gobierno

### Alcaldes
| Período     | Alcalde                  | Partido político / Alianza | % de votos | Notas |
| ----------- | ------------------------ | -------------------------- | ---------- | --- |
| 1989 - 1992 | Marisela Carmona de Díaz | AD                         | 55,60      | Primer alcaldesa bajo elecciones directas |
| 1992 - 1995 | Marisela Carmona de Díaz | AD                         | 49,26      | Reelecta |
| 1995 - 2000 | Artemio Leonett          | AD                         | -          | Segundo alcalde bajo elecciones directas (las elecciones de 1998 se postergaron hasta el 2000) (se realizaron elecciones generales adelantadas en el 2000 debido a la aprobación de la Constitución de 1999) |
| 2000 - 2004 | Ramón Fuentes            | MIGATO                     | 42,95      | Tercer alcalde bajo elecciones directas |
| 2004 - 2008 | Ramón Fuentes            | MIGATO                     | 68,83      | Reelecto |
| 2008 - 2013 | Miguel Fuentes           | PSUV                       | 74,87      | Cuarto alcalde bajo elecciones directas (se postergan 1 año las elecciones municipales pautadas para finales del 2012)                                                                                       |
| 2013 - 2017 | Miguel Fuentes           | PSUV                       | 39,01      | Reelecto |
| 2017 - 2021 | Miguel Fuentes           | PSUV                       | 57,14      | Reelecto |
| 2021 - 2025 | Mariangelys Tillero      | PSUV                       | 47,92      | Quinto alcalde bajo elecciones directas |

### Concejo municipal
Período 1989 - 1992
| Concejales:              | Partido político / Alianza |
| ------------------------ | -------------------------- |
| Dionicio Rondon Gómez    | AD                         |
| Carlos Ramón Pérez       | AD                         |
| Luis Santos Guedez       | AD                         |
| Omar Moreno Liccini      | AD                         |
| José Farias Moya         | COPEI                      |
| Rafael Ernesto Trujillo  | COPEI                      |
| Miguel González Bastardo | MAS                        |

Período 1992 - 1995
| Concejales:         | Partido político / Alianza |
| ------------------- | -------------------------- |
| Pedro Ferrer        | AD                         |
| Carlos Pérez        | AD                         |
| Noris Leonett       | AD                         |
| Caracciola Carvajal | AD                         |
| Miriam Ostos        | AD                         |
| Luis Leonett        | COPEI                      |
| Lorenzo Márquez     | COPEI                      |

Período 1995 - 2000
| Concejales:            | Partido político / Alianza |
| ---------------------- | -------------------------- |
| Pedro Ferrer           | AD                         |
| Ismael Domínguez       | AD                         |
| Caracciola Carvajal    | AD                         |
| Miriam Ostos           | AD                         |
| Carlos Gordon          | CONVERGENCIA               |
| Agustin Díaz           | CONVERGENCIA               |
| Angel Custodio Marcano | CONVERGENCIA               |

Período 2000 - 2005
| Concejales:         | Partido político / Alianza |
| ------------------- | -------------------------- |
| Javier Salazar      | MIGATO                     |
| Luis Germán Marcano | MIGATO                     |
| Jesusita de Barreto | MIGATO                     |
| Antonio Hidrogo     | MIGATO                     |
| Cleen Alfaro        | MVR                        |
| Franck Bolivar      | MVR                        |
| Celso García        | AD                         |

Período 2005 - 2013
| Concejales:         | Partido político / Alianza |
| ------------------- | -------------------------- |
| Javier Salazar      | MIGATO                     |
| José Luis Fuentes   | MIGATO                     |
| Antonio Hidrogo     | MIGATO                     |
| Luis German Marcano | MIGATO                     |
| Kuki Gil            | MIGATO                     |
| Franck Bolívar      | MVR                        |
| Cleen Alfaro        | MVR                        |

Período 2013 - 2018:
| Concejales        | Partido político / Alianza |
| ----------------- | -------------------------- |
| Cleen Alfaro      | PSUV                       |
| Guillermo Salcedo | PSUV                       |
| Ramón Leonett     | PSUV                       |
| Javier Salazar    | PSUV                       |
| Alexander Natera  | VBR                        |
| Andrés Márquez    | VBR                        |
| Ysmael Fermín     | VBR                        |

Período 2018 - 2021
| Concejales         | Partido político / Alianza |
| ------------------ | -------------------------- |
| Crisbeth Maldonado | PSUV                       |
| Lilibeth Hernández | PSUV                       |
| Edward Cardie      | PSUV                       |
| Jaider Álvarez     | PSUV                       |
| Oswaldo Gutiérrez  | PSUV                       |
| Ysmelda Reyes      | PSUV                       |
| Franklin Bolivar   | PSUV                       |

Período 2021 - 2025
| Concejales       | Partido político / Alianza |
| ---------------- | -------------------------- |
| Ronmell Andrade  | PSUV                       |
| Gladys Velásquez | PSUV                       |
| Karina Marquez   | PSUV                       |
| Ramon Leonett    | PSUV                       |
| Jesus Velásquez  | PSUV                       |
| Jesus Márquez    | MUD                        |
| Luis Leonett     | MUD                        |

## Criminalidad
Según el Observatorio Venezolano de Violencia los delitos más frecuentes durante el 2021 en el municipio son; robo, homicidio e intento de homicidio, además de agresión (lesiones leves).

## Personas notables
- Edelmira Gil de Fuentes.[5] Félix Leonett Cronista municipal. Agustín Mayz Registrador